# 北島政樹
北島 政樹（きたじま まさき、1941年〈昭和16年〉8月2日 - 2019年〈令和元年〉5月21日 ）は、日本の医学者（医学博士）、外科医。国際医療福祉大学名誉学長、学校法人国際医療福祉大学副理事長、日本学術会議（19、20、21期）会員・第2部副部長、文部科学省文化審議会委員、欧州科学アカデミー会員、医学雑誌『New England Journal of Medicine』編集委員。王貞治の主治医としても著名。

## 略歴
- 1941年 - 神奈川県横浜市生まれ[1]。
- 1960年 - 慶應義塾高等学校卒業。
- 1966年 - 慶應義塾大学医学部卒業。
- 1973年 - 足利赤十字病院外科部長。
- 1975年 - 医学博士（慶應義塾大学）。
  - 同年 - ハーバード・メディカルスクール・マサチューセッツ総合病院外科フェロー。
- 1989年 - 杏林大学教授。
- 1999年 - 慶應義塾大学病院病院長。
- 2001年 - 慶應義塾大学医学部医学部長。
- 2006年 - 胃がんに冒された王貞治の主治医となり、世間でもその名が知られる事になる。王貞治の実兄が慶應義塾大学医学部の先輩にあたるという縁であった。
- 2009年 - 国際医療福祉大学学長（第3代）。
- 2016年 - 国際医療福祉大学名誉学長、学校法人国際医療福祉大学副理事長。
- 2019年5月21日14時28分 - 心不全のため、東京都の病院で死去[2]。77歳没。

## その他役職
- 日本外科学会会長（第100代）
- 万国外科学会会長（第42代）
- 国際胃癌学会会長（第6代）
- 文科省文化審議会委員（文化功労者選考分科会）
- 国立研究開発法人日本医療研究開発機構(AMED)評価委員
- 日本学術会議第20期第2部副部長
- 郵政省高度医療研究審査委員会委員
- 日本学術振興会評価運営委員会委員
- 日本学術会議同友会理事
- 広島大学経営協議会委員
- 横浜市立大学医学部有識者会議委員
- 国際センチネルノード学会会長（第3・第7代）
- 国際消化器外科学会会長
- 欧州科学アカデミー会員
- 日本がん治療学会理事長
- 日本創傷治癒学会理事長
- 日本内視鏡外科学会理事長
- 日本コンピュータ外科学会理事長
- New England Journal of Medicine 編集委員
- 英国王立外科学会名誉会員
- 米国外科学会名誉会員
- ドイツ外科学会名誉会員
- ドイツ消化器外科学会名誉会員
- イタリア外科学会名誉会員
- ハンガリー外科学会名誉会員
- ポーランド外科学会名誉会員
- 国際医療福祉大学名誉学長

## 著書
- 『臨床外科看護各論』 医学書院 ISBN 9784260010931。
- 『外科臨床の分子生物学』 中山書店 ISBN 4521440517。
- 『消化性潰瘍の新しい展開』 ISBN 4906213057。
- 『キーワードを読む消化器』 ISBN 4260109170。
- 『消化器疾患と分子生物学的アプローチ』 ISBN 4896001354。
- 『下部食道噴門部癌の手術』
- 『がんの浸潤・転移』 医学書院 ISBN 4260124501。
- 『特集外科手術の新しいトレンド』 秀潤社 ISBN 4879627518。
- 『標準外科学』 医学書院 ISBN 4260003925。